# Helianthemum kahiricum
Helianthemum kahiricum,  es una especie  de planta fanerógama del género Helianthemum, perteneciente a la familia de las cistáceas. Es originaria del Norte de África.

## Taxonomía
Helianthemum kahiricum fue descrita por Alire Raffeneau Delile y publicado en Descr. Egypte, Hist. Nat. 237 1813.
Etimología
Helianthemum: nombre genérico que deriva del griego antiguo  Ἥλιος (Helios), "el Sol" y  ανθεμοζ, ον (anthemos, on), "florecido", pues las flores solo se abren con el calor del sol (necesitan una temperatura superior a 20 °C para desplegar sus pétalos) y tienen un cierto fototropismo positivo. Ciertos nombres vernáculos en castellano, tales como Mirasol, corroborarían esta interpretación. Autores sostienen que su nombre es debido a la semejanza de las flores amarillas con el astro solar; sin embargo muchas especies son blancas, anaranjadas, rosadas o purpúreas, lo que no encuadra con esta interpretación. Otros por el afecto que tendría el género por los sitios soleados...
kahiricum: epíteto
Sinonimia
- Cistus kahiricus Steud.
- Helianthemum acutiflorum Ehrenb. ex Willk.
- Helianthemum kahiricum f. laxum Maire[3]